# Drei Tage von De Panne 2007
Die 31. Drei Tage von De Panne fanden vom 3. bis 5. April 2007 statt. Das Radrennen wurde in  zwei Etappen, einer Halbetappen und einem kurzen Einzelzeitfahren über eine Distanz von 549 Kilometern ausgetragen. Auf den beiden ersten Etappen standen große Teile des Streckenprogramms der am 8. April folgenden Flandern-Rundfahrt im Programm.

## Teams
| - Acqua & Sapone - Bouygues Télécom - Ceramiche Panaria-Navigare - Chocolade Jacques - DFL-Cyclingnews-Litespeed - Discovery Channel - Française des Jeux - Intel-Action - Jartazi-Promo Fashion - Lampre-Fondital - Landbouwkrediet-Tönissteiner - Liquigas | - Navigators Insurance - Predictor-Lotto - Quick Step-Innergetic - Rabobank - Saunier Duval - Team Astana - Team Milram - Team Wiesenhof-Felt - Tenax - Team Tinkoff Credit Systems - Team T-Mobile - Unibet.com |

## Verlauf
Trotz eines hügeligen Etappenverlaufes kamen auf den ersten drei Etappen die Sprinter zu Siegen. Luca Paolini sicherte sich durch seinen Sieg auf der ersten Etappe zunächst das Führungstrikot. Auch die folgenden Siege seiner Konkurrenten Daniele Bennati und Gert Steegmans auf der zweiten und dritten Etappe änderten nichts an Paolins Führungsposition.
Den Sieg im abschließenden elf Kilometer langen Einzelzeitfahren sicherte sich der Gesamtsieger von 2005, Stijn Devolder. Den Gesamtsieg errang der Italiener Alessandro Ballan, der bis dahin auf dem zweiten Gesamtrang hinter Paolini gelegen hatte. Auf den weiteren Plätzen der Gesamtwertung folgten Joost Posthuma mit sechs und Bert Roesems mit elf Sekunden Rückstand.

## Etappen
| Etappe     | Tag      | Start – Ziel                         | km  | Etappensieger   | Führender         |
| ---------- | -------- | ------------------------------------ | --- | --------------- | ----------------- |
| 1. Etappe  | 3. April | Middelkerke – Zottegem               | 192 | Luca Paolini    | Luca Paolini      |
| 2. Etappe  | 4. April | Zottegem – Koksijde/Sint-Idesbald    | 227 | Daniele Bennati | Luca Paolini      |
| 3a. Etappe | 5. April | De Panne – De Panne                  | 119 | Gert Steegmans  | Luca Paolini      |
| 3b. Etappe | 5. April | De Panne – Koksijde – De Panne (EZF) | 11  | Stijn Devolder  | Alessandro Ballan |